# IC 2225
IC 2225 ist eine Spiralgalaxie vom Hubble-Typ Sa im Sternbild Luchs am Nordsternhimmel. Sie ist schätzungsweise 441 Millionen Lichtjahre von der Milchstraße entfernt.
Das Objekt wurde am 11. Februar 1896 von Stéphane Javelle entdeckt.